# Discocalyx
Discocalyx es un género de  arbustos de la antigua familia Myrsinaceae, ahora subfamilia Myrsinoideae. Comprende 70 especies descritas y de estas, solo 56 aceptadas.

## Taxonomía
El género fue descrito por Carl Christian Mez y publicado en Das Pflanzenreich 236(Heft 9): 18, 211. 1902. La especie tipo es: Discocalyx cybianthoides (A. DC.) Mez. 

## Algunas especies aceptadas
A continuación se brinda un listado de las especies del género Discocalyx aceptadas hasta noviembre de 2013, ordenadas alfabéticamente. Para cada una se indica el nombre binomial seguido del autor, abreviado según las convenciones y usos. 
- Discocalyx albiflora Sleumer
- Discocalyx amplifolia
- Discocalyx angustifolia Mez
- Lista completa de especies